# 應用教育協會
應用教育協會（Applied Scholastics），又名“應用教育學會”，是一個山達基教會贊助的非營利組織。它成立於1972年，由科幻作家和新興宗教山達基創始人L·羅恩·賀伯特建立以促進推廣他的學習和教育方式。賀伯特稱他用於學習和教育上的理論為『學習技術』。應用教育協會所聲明的使命是：“促進和發展有效的教育計劃，用於教育工作者，業務培訓人員，教師，父母，子女，和在各行各業需要改善學習技巧的人，以提高他們的學術，企業和個人的活動”。批評者常指責它不表明自己與山達基的聯係，是有爭議的山達基的招募渠道。
應用教育協會舉辦『好萊塢教育和掃盲工程』（HELP），世界掃盲運動，『活教育』和『掃盲，教育和能力培養計劃』（LEAP）。
應用教育協會的台灣附屬辦公室稱為中華快樂成長親子協會。目前執行長為包亨利（Henry Bartnik），是前澳洲雪梨山達基教會的新聞聯絡官。。

## 外部連結
- 應用教育協會：造就識字能力與教育